# Братське (Криворізький район)
Бра́тське — село в Україні, у Софіївській селищній громаді Криворізького району Дніпропетровської області.
Населення — 189 мешканців.

## Географія
Село Братське розташоване на березі річки Кам'янка, вище за течією на відстані 0,5 км розташоване село Червоний Орлик (Кам'янський район), нижче за течією на відстані 1 км розташоване село Запорізьке. Річка в цьому місці пересихає, на ній зроблено кілька невеликих загат.

## Історичні відомості
У 1930 році тут був організований колгосп ім. Сталіна. 
У 1934 у Братське приїхала комісія по чистці в партії, яка перевіряла відповідність  членів комуністичної партії пред'явленим до них вимогам. Перед комісією постали голова колгоспу імені Сталіна Підпрядок Степан Фролович, парторг Гаркуша Іван Іванович, ветеринарний санітар Галета Трохим Васильович та інші.
У 1945 році головою правління колгоспу був Ластовченко

## Населення

### Мова
Розподіл населення за рідною мовою за даними перепису 2001 року:
| Мова            | Відсоток |
| --------------- | -------- |
| українська      | 91 %     |
| російська       | 5,8 %    |
| молдовська      | 1,6 %    |
| угорська        | 1,1 %    |
| інші/не вказали | 0,5 %    |

## Інтернет-посилання
- Погода в селі Братське [Архівовано 20 грудня 2011 у Wayback Machine.]